# 墨西哥雷氏鯰
墨西哥雷氏鯰，為輻鰭魚綱鯰形目鼬鯰科的其中一種，為熱帶淡水魚，分布於中美洲墨西哥淡水流域，體長可達13.8公分，棲息在底層水域，生活習性不明。

## 扩展阅读
維基物種上的相關：墨西哥雷氏鯰